# Sisa Koyamaibole
Sisaro Dautu Koyamaibole, detto Sisa (Suva, 6 marzo 1980), è un rugbista a 15 figiano, attivo nel ruolo di terza linea ed internazionale per le Figi.

## Biografia
Sisa nasce a Suva, nelle isole Figi.
Nel 2004 e nel 2005 gioca rispettivamente per Counties Manukau e Taranaki nel campionato provinciale neozelandese; nel 2006 si trasferisce in Italia ingaggiato dal Petrarca, disputando due stagioni di Super 10 nel club padovano e segnando il record di mete dell'edizione 2007-08 assieme a Robertson e Brendan Williams.
Nell'estate 2009, dopo una breve parentesi al Tolone in Francia, milita per due stagioni di English Premiership nei Sale Sharks, facendo ritorno in Top 14 tra le file del Lione prima e poi del Bordeaux.
Dal 2013 al 2018 gioca per 5 anni con il Brive, collezionando 92 presenze in campionato.
Dal 2018 fa parte della rosa del Bergerac impegnato nella terza divisione francese.

### Carriera internazionale
Il 16 giugno 2001 esordisce a livello internazionale con la Nazionale figiana nel match contro Tonga, valido per Pacific Rim; successivamente disputa il Pacific Tri-Nations nel 2002, nel 2004 e nel 2005, aggiudicandosi le prime due edizioni. Nel 2003 viene selezionato nel gruppo dei 31 giocatori che rappresenteranno le Figi alla Coppa del Mondo in Australia, disputando 4 incontri con Francia, Stati Uniti, Giappone e Scozia.
Partecipa attivamente a diversi tour della Nazionale in giro per il mondo; nel 2007 fa un'apparizione nella IRB Nations Cup e viene nuovamente selezionato per la Coppa del Mondo di rugby in Europa, lo stesso anno, affrontando Giappone, Canada, Australia e Galles nella fase a gironi e il Sudafrica ai quarti. Nel 2011 partecipa alla Nations Cup e viene convocato per la terza volta con le Figi per la Coppa del Mondo in Nuova Zelanda, scendendo in campo contro Sudafrica e Samoa.
Dal 2004 al 2008 fa parte della selezione dei Pacific Islanders, coi quali gioca cinque test match ufficiali dei nove totali nella storia della selezione.

## Palmarès

### Internazionale
- Pacific Rim: 1
Figi: 2001
- Pacific Tri-Nations: 2
Figi: 2002, 2004